# Перейра, Эрик
Э́рик де Оливе́йра Пере́йра (порт.-браз. Eric de Oliveira Pereira; 5 декабря 1985, Нова-Игуасу, Бразилия) — бразильский футболист, полузащитник.

## Биография
В 2011 году со скандалом покинул «Газ Метан» и перешёл в «Карпаты» (Львов). Но так и не сумев закрепится в основном составе и отыграв всего шесть матчей, также со скандалом покинул «Карпаты» и вернулся обратно в «Газ Метан», за который выступал до конца сезона 2012/13, откуда за 400 тысяч евро перешёл в «Пандурий». В январе 2014 года перешёл в саудовский «Аль-Ахли» из Джидды.

## Достижения
В 2010 году был выбран лучшим иностранным игроком чемпионата Румынии.